# 쿠라드미르
쿠라드미르(고대 아일랜드어: curadmír, 아일랜드어: curadhmhír, 영어: Champion's Portion)는 초기 아일랜드어 문학에서 등장하는 고대의 관습이다. 어떤 연회가 열렸을 때, 그 연회에 참석한 전사들 중 가장 용감하다고 인정받은 사람이 고기를 썰어 먹고 싶은 부분을 선택할 수 있는 우선권을 가졌는데, 이렇게 해서 가장 용감한 전사에게 돌아간 몫이 쿠라드미르이다. 이 쿠라드미르를 차지하려는 경쟁은 자주 폭력사태를 불러일으켰다. 쿠라드미르 관습은 얼스터 대계에서 가장 자주 등장하며, 고전 시대의 저자들이 기록한 고대의 대륙 켈트의 역사적 관습과도 일치하는 모습을 보인다.